# Stomias affinis
Stomias affinis és una espècie de peix de la família dels estòmids i de l'ordre dels estomiformes.

## Morfologia
- Els mascles poden assolir 21,9 cm de longitud total.[4][5]

## Alimentació
Menja mictòfids.

## Hàbitat
És un peix marí i d'aigües profundes que viu entre 0-3.182 m de fondària.

## Distribució geogràfica
Es troba des de Mauritània fins a Angola, a l'Atlàntic (entre 0 i 20°N i estenent-se fins a 35°N i 39°S a la part occidental -entre els Estats Units i l'Argentina-), el Mar de la Xina Meridional, el mar de la Xina Oriental i àrees properes a Taiwan.